# Dom Turysty im. Mariusza Zaruskiego w Zakopanem
Dom Turysty im. Mariusza Zaruskiego w Zakopanem, ob. hotel Aries – dom turysty w Zakopanem, wzniesiony w latach 1949–1952 w stylu nowozakopiańskim według projektu Tadeusza Brzozy i Zbigniewa Kupca; przebudowany w latach 2012–2014 zatracił cechy stylowe.

## Historia
Dom Turysty w Zakopanem był do 2012 budynkiem o największym dachu krytym gontem w Europie. Oprócz bazy turystycznej, przez wiele lat pełnił również rolę placówki kulturalnej.
Utrzymany w stylu nowozakopiańskim ma bryłę czworościanu z dziedzińcem wewnątrz. Powierzchnia gontowego dachu wynosiła 6000 m².
Dom Turysty w Zakopanem został zaprojektowany w 1951 roku przez ówczesnych profesorów Politechniki Wrocławskiej architektów Zbigniewa Kupca i Tadeusza Brzozę. Projekt ten uzyskał I nagrodę w konkursie architektonicznym SARP. W oparciu o projekt konkursowy przygotowano projekt realizacyjny, projekt wnętrz i sprawowano nadzór nad całością.
Jako placówka kulturalna Zakopanego mieścił galerię sztuki Pegaz, kabaret Zaskroniec. Tu odbywały się Konfrontacje Kabaretowe o Złoty Róg Kozicy. Wystrój wnętrza zawdzięcza artystom związanym z Zakopanem, m.in. Antoniemu Kenarowi i Władysławowi Hasiorowi.
W 2008 pojawiły się plany przebudowy Domu Turysty na hotel o wyższym standardzie. PTTK, właściciel obiektu porozumiał się w tej sprawie z angielskim inwestorem. Przebudowa obiektu na czterogwiazdkowy hotel rozpoczęła się w marcu 2012. Obiekt nie był wpisany na listę zabytków, a inwestor zdecydował się na przebudowę dachu i zastąpienie gontu innym materiałem.

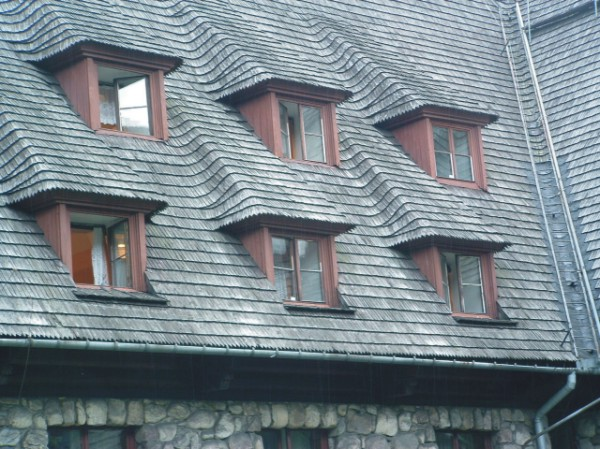
schronisko- widok z atrium (2005 r.)